# Naso lopezi
Naso lopezi är en kirurgfisk tillhörande släktet naso. Trots att Naso lopezi tillhör enhörningsfiskarna (unicorn) så utvecklar de inget horn i pannan. Arten blir upptill 60 cm lång och förekommer från Honshu i södra Japan till Stora barriärrevet. Fiskens färg skiftar beroende på omgivning och miljö.